# Isis ptolemaica

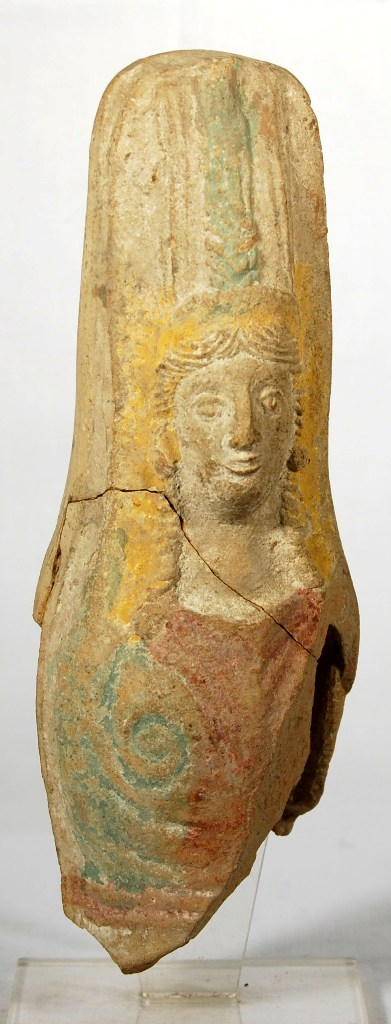
Isis ptolemaica. Siglos IV-I a. C. Terracota policromada.
Biblioteca Museo Victor Balaguer.

Isis ptolemaica es una representación de la diosa egipcia Isis, del periodo ptolemaico (siglos IV-I a. C.), que se conserva actualmente en la Biblioteca Museo Victor Balaguer de Villanueva y Geltrú. La pieza está hecha de terracota y tiene unas medidas de 15.7 × 5.5 × 4.6 cm. Entró en la colección permanente del museo gracias a una donación de Eduard Toda.

## Descripción
Fragmento superior de una figura de la diosa madre de todos los dioses y de la fertilidad, propia del panteón egipcio. Es asimilada a la mayor parte de las diosas más conocidas, como Astarte, Demeter, Cibeles, Fortuna, etc. Por su estilo, es del periodo ptolemaico de los siglos IV-I a. C., y pertenece al grupo helenístico de Alejandría. Se trata de una terracota hecha a molde, de color rosado, vaciada y plana por detrás. La superficie está pintada en tonos claros: blanco, amarillo rosado y azul. La cabeza y el cuello, de color blanco, salen de un vestido muy ceñido, sin brazos. Cara redondeada, cabello amarillo y pendientes en forma de media luna. Coronando el conjunto aparece el típico ornamento isíaco, que en el caso de esta pieza está formado por una palmeta con espigas y unas plumas. Estos ornamentos se aplican sobre una tiara redondeada, cubierta por una gasa que cae sobre los hombros y la espalda. El vestido rosado, ceñido por un cinturón del mismo color, presenta unos pliegues que acaban en espiral sobre el pecho. A lo largo del Imperio egipcio, Isis pasó de ser una diosa local a ser una de las más importantes del panteón egipcio, en el que, junto a su esposo Osiris y su hijo Horus, formaba la tríada principal. Los griegos arcaicos la identificaban con Demeter y es durante la época ptolemaica cuando pierde los atributos faraónicos para adoptar la pluma como símbolo de justicia y derecho, la espiga como motivo agrario y la luna creciente como sustitución del sol. Esta diosa también fue asociada a la diosa Fortuna y tuvo un culto más popular durante el imperio, como la diosa Panthea, que dirigía el cielo, la tierra y el poder de todos los dioses. Se cree que podría pertenecer a la colección púnica y romana del fondo que Eduard Toda donó al museo, pero se desconoce la procedencia. Amador Romani i Guerra, conservador de BMVB, la incluyó en 1917 en la colección cartaginesa, al igual que el arqueólogo francés P. Paris.